# Puchar Ministra Obrony Narodowej 2005
Puchar Ministra Obrony Narodowej 2005 – 44. edycja wyścigu kolarskiego o Puchar Ministra Obrony Narodowej, która odbyła się 15 sierpnia 2005 na liczącej 178 kilometrów trasie z Izabelina do Radzymina; wyścig był częścią UCI Europe Tour 2005.

## Klasyfikacja generalna
| \| Klasyfikacja generalna \| Klasyfikacja generalna \| Klasyfikacja generalna \| Klasyfikacja generalna \| Klasyfikacja generalna \| \| Kolarz \| Kolarz \| Państwo \| Drużyna \| Czas \| \| ---------------------- \| ---------------------- \| ---------------------- \| ---------------------- \| ---------------------- \| \| 1. \| Grzegorz Żołędziowski \| Polska \| Legia-Bazyliszek \| 4h 11' 26" \| \| 2. \| Fabio Masotti \| Włochy \| Włochy \| + 0" \| \| 3. \| Robert Radosz \| Polska \| Grupa PSB Atlas Orbea \| + 6" \| \| 4. \| Bartłomiej Ksobiak \| Polska \| Paged MBK Scout Sport \| + 6" \| \| 5. \| Jarosław Zarębski \| Polska \| Intel-Action \| + 6" \| \| 6. \| Marcin Sapa \| Polska \| Knauf Team \| + 6" \| \| 7. \| Tomasz Lisowicz \| Polska \| Knauf Team \| + 6" \| \| 8. \| Bohdan Bondarew \| Ukraina \| Intel-Action \| + 6" \| \| 9. \| Cezary Zamana \| Polska \| Intel-Action \| + 14" \| \| 10. \| Marek Maciejewski \| Polska \| Grupa PSB Atlas Orbea \| + 20" \| |                       |         |                       |            |
| |                       |         |                       |            |
| Źródło: ProCyclingStats |                       |         |                       |            |
| Klasyfikacja generalna |                       |         |                       |            |
| Kolarz | Kolarz                | Państwo | Drużyna               | Czas       |
| 1. | Grzegorz Żołędziowski | Polska  | Legia-Bazyliszek      | 4h 11' 26" |
| 2. | Fabio Masotti         | Włochy  | Włochy                | + 0"       |
| 3. | Robert Radosz         | Polska  | Grupa PSB Atlas Orbea | + 6"       |
| 4. | Bartłomiej Ksobiak    | Polska  | Paged MBK Scout Sport | + 6"       |
| 5. | Jarosław Zarębski     | Polska  | Intel-Action          | + 6"       |
| 6. | Marcin Sapa           | Polska  | Knauf Team            | + 6"       |
| 7. | Tomasz Lisowicz       | Polska  | Knauf Team            | + 6"       |
| 8. | Bohdan Bondarew       | Ukraina | Intel-Action          | + 6"       |
| 9. | Cezary Zamana         | Polska  | Intel-Action          | + 14"      |
| 10. | Marek Maciejewski     | Polska  | Grupa PSB Atlas Orbea | + 20"      |